# Masantol
Masantol è una municipalità di terza classe delle Filippine, situata nella Provincia di Pampanga, nella regione di Luzon Centrale.
Masantol è formata da 26 baranggay:
- Alauli
- Bagang
- Balibago
- Bebe Anac
- Bebe Matua
- Bulacus
- Cambasi
- Malauli
- Nigui
- Palimpe
- Puti
- Sagrada (Tibagin)
- San Agustin (Caingin)
- San Isidro Anac
- San Isidro Matua (Pob.)
- San Nicolas (Pob.)
- San Pedro
- Santa Cruz
- Santa Lucia Anac (Pob.)
- Santa Lucia Matua
- Santa Lucia Paguiba
- Santa Lucia Wakas
- Santa Monica (Caingin)
- Santo Niño
- Sapang Kawayan
- Sua